# Sulcus triangularis
De sulcus triangularis is een hersengroeve in de frontale kwab van de grote hersenen. Deze kleine groeve bevindt zich in de pars triangularis van de gyrus frontalis inferior en ligt achter de sulcus radiatus De sulcus triangularis kan verbonden zijn met de sulcus frontalis inferior. In de linker- en rechterhersenhelft komt deze hersengroeve in meer dan de helft van de gevallen voor.